# Kroktjärnen (Sidensjö socken, Ångermanland)
Kroktjärnen är en sjö i Örnsköldsviks kommun i Ångermanland och ingår i Ångermanälvens huvudavrinningsområde. Sjön har en area på 0,0726 kvadratkilometer och ligger 300,2 meter över havet. Sjön avvattnas av vattendraget Högforsån (Norsjöån).

## Delavrinningsområde
Kroktjärnen ingår i det delavrinningsområde (702123-160256) som SMHI kallar för Inloppet i Bastusjön. Medelhöjden är 310 meter över havet och ytan är 13,36 kvadratkilometer. Det finns inga avrinningsområden uppströms utan avrinningsområdet är högsta punkten. Högforsån (Norsjöån) som avvattnar avrinningsområdet har biflödesordning 2, vilket innebär att vattnet flödar genom totalt 2 vattendrag innan det når havet efter 37 kilometer. Avrinningsområdet består mestadels av skog (91 procent). Avrinningsområdet har 0,18 kvadratkilometer vattenytor vilket ger det en sjöprocent på 1,3 procent.